# BAP 100
BAP 100 je francuska kasetna bomba koju je dizajnirao Thomson-Brandt koja služi za rušenje avio pista, razvijena sredinom 1970-ih, a koja je ušla u službu francuskog vazduhoplovstva početkom 1980-ih. Bomba se sastoji od 18 bombica, raspoređenih u kontejneru. Municija je dizajnirana tako da obezbedi potpuno uništenje piste u jednom naletu aviona.
Kada se kasetna pusti sa aviona, padobran se aktivira na određenoj visini od piste da bi stabilizovao bombu u uspravnom položaju, zatim se aktivira raketa koja bombi daje dodatnu snagu da veoma velikom brzinom prodre duboko kroz pistu i tek tada dolazi do eksplozije, stvarajući krater. Obično ti krateri na vrhu piste nisu veliki, ali ispod piste gde je bomba prodrla, stvarajući veći podzemni krater i tako na tim mestima nabubri pista i time onemogućava bilo kakvo dalje korišćenje avio pista.
Njen princip rada je sličan bombi Matra Durandal i može se koristiti zajedno sa taktičkom bombom za podršku BAT 120.
Padobran BAP 100 je dizajniran da izdrži maksimalnu brzinu od 450 kts.

## Opis
Ove bombe se montiraju u nizove od dvanaest ili osamnaest ispod aviona na pod krilne nosače.
Avion koji pušta bombu BAP 100 pri preporučenoj brzini od 450 čvorova (833,4 km/h), koja slobodno pada i kada dođe na minimalnu visinu od 75 m od piste, to je norma da bi sve sekvence pravilno odradile i aktivirale se u određenom delu putanje i eksplodirale ispod piste.
Postoje četiri faze rada:
- Odmah po odbacivanju od aviona, bomba pada velikom brzinom, zatim se otvara padobran na minimalnoj visini od 75 m.
- Zatim se pali raketni motor na bombi. BAP 100 udara o tlo pri velikoj brzini približno 260 m/s.
- Prodiranje duboko ispod betonske piste.
- Eksplozija.

Između svakog pada bombe za salvu od 12 bačenih bombi, postoji interval od 30 milisekundi, što daje tretirani pojas od 80 m.
Krater izazvan eksplozijom je skoro 4 metra u prečniku na dubini od + - 1 metar.
Sa rafalom od 18 BAP 100, obrađena površina odgovara traci od skoro 400 metara.

## Zemlje koje koriste BAP 100
BAP-100 je u upotrebi u preko 15 zemalja uključujući Francusku, Nemačku, Grčku i Portugal.

## Avioni koji koji koriste ove bombe
Poznato je da su sledeći avioni nosioci BAP-100:
- AMKS International AMKS
- Atlas Cheetah
- Aermacchi MB-326
- Aermacchi MB-339
- Alenia Aermacchi M-345
- BAE Havk
- Dassault Mirage III
- Dassault Mirage 5
- Dassault Mirage F1
- Dassault Mirage 2000
- Dassault Rafale
- Dassault "Super Etendard"
- Dassault/Dornier "Alpһa Jet"
- Fiat G.91
- Mikojan-Gurevič MiG-23
- Mikojan-Gurevič MiG-27
- Northrop F-5E „Tigar II“
- Daglas A-4 "Skajhok"
- SEPECAT "Jaguar"

## Korišćenje BAP 100 u konfliktima
Prvu upotrebu od strane francuskog ratnog vazduhoplovstva tokom bombardovanja libijske vazdušne baze Uadi Dum u Čadu 16. februara 1986. godine.

## Literatura
- Duncan Lennox: Jane’s Air launched Weapon, Edition 1995. Jane’s Information Group. 1995.  0-7106-0866-7.
- Jean Tugayé: Un demi-siècle d’Aéronautique en France – Les armements d’Aéronautiques. Centre des hautes études de l’armement. Division Histoire de l’armement. 2006.
- Jeremy Flack (2005). Lenk- und Abwurfwaffen der NATO-Luftwaffen. Motorbuch Verlag. ISBN 978-3-613-02525-7.
- Thomson-Brandt Armaments: Cratering Bomb BAP-100. Offizielle Informationsbroschüre von Thomson-Brandt Armaments, Boulogne-Billancourt, Frankreich, 1985.

## Spoljašnje veze
- Air Munitions page on GlobalSecurity
- Brief history at Jane's